# Я — кордон
«Я — кордон» — радянський телефільм 1973 року, знятий режисером Равшаном Турабековим на Душанбінській студії телебачення.

## Сюжет
Про те, як радянським прикордонникам вдалося виявити та знешкодити агентів іноземної розвідки.

## У ролях
- Юозас Урманавічюс — Володимир Михайлович Серебренников, майор
- Петро Головчов — Анатолій Сергійович Горський, капітан «Медузи»
- Аслі Бурханов — Абдусаломов
- Ато Мухамеджанов — капітан Пулатов, командир прикордонної застави
- Раджабалі Хусейнов — старший лейтенант Мансуров
- Саврінісо Сабзалієва — Істат, водій вантажівки
- Микола Нікітський — полковник Заозерний
- Махмуд Тахірі — порушник кордону
- Володимир Барботько — Василь Єфремов
- Джамі Ходжаєв — сержант Назаров
- Леонід Мордвінов — Бегалін
- А. Кропичов — Кавалдін
- А. Тарханов — епізод
- Лія Комлякова — дружина Єфремова
- Леонід Карнєєв — співробітник іноземної розвідки
- Віктор Косенко — співробітник іноземної розвідки
- Є. Ігнатенко — епізод
- С. Гулов — епізод
- А. Кашин — епізод
- А. Головін — епізод
- Хайдар Шаймарданов — епізод

## Знімальна група
- Режисер — Равшан Турабеков
- Сценаристи — Мінель Левін, Сергій Наумов
- Оператор — Володимир Шпільов
- Художники — Олег Климов, О. Мельсітов